# Sceptre étrusque
 (novembre 2009).
Le sceptre étrusque  est un sceptre d'or porté par  les rois et les prêtres de haut rang étrusques. 
On en trouve de nombreuses représentations peintes sur les murs des tombes étrusques en Étrurie (...). 
Le British Museum, le Vatican et le Louvre possèdent des sceptres d'or étrusques très élaborés et minutieusement ornementés.
Le sceptre romain est sans doute un héritage des Étrusques. 